# Катрен
Катре́н (фр. quatrain), або чотириві́рш, — строфа з чотирьох рядків із суміжним, перехресним чи кільцевим римуванням при розмаїтому чергуванні будь-яких клаузул.
Вживається і в неповному римованому вірші (рубаї), і в неримованому. Структура катрена сприяє досягненню оптимального ритмоінтонаційного, синтаксичного та смислового значення:
Сміються, плачуть солов'ї ……………………..а
І б'ють піснями в груди: ………………………..б
Цілуй, цілуй, цілуй її — ……………….………..а
Знов молодість не буде! (Олександр Олесь). б
Подеколи термін «катрен» вживається для означення викінченого за думкою та формою чотиривірша (мініатюри):
Земля і небо борються в мені, ……………….а
І хто кого подужає — не знаю. ……………….б
Люблю простори неба осяйні …………..…….а
І до землі любов велику маю (П. Савченко). б
У сучасному віршознавстві катрен стосується будь-якого чотиривірша, навіть якщо він входить до таких складних строфічних структур, як, наприклад, сонет.